# Masaaki Kaneko
Masaaki Kaneko (Tochigi, Japón, 8 de julio de 1940) es un deportista japonés retirado especialista en lucha libre olímpica donde llegó a ser campeón olímpico en México 1968.

## Carrera deportiva
En los Juegos Olímpicos de 1968 celebrados en México ganó la medalla de oro en lucha libre olímpica estilo peso pluma, por delante del luchador búlgaro Enyu Todorov (plata) y el iraní Shamseddin Seyed-Abbasi (bronce).